# فرانكلين هوبز
فرانكلين هوبز (بالإنجليزية: Franklin Hobbs)‏ هو مجدف أمريكي، ولد في 30 يوليو 1947 في مانشستر باي ذا سي في الولايات المتحدة.

## وصلات خارجية
- فرانكلين هوبز على موقع الاتحاد الدولي للتجديف (الإنجليزية)
- فرانكلين هوبز على موقع اللجنة الأولمبية الدولية (الإنجليزية)
- فرانكلين هوبز على موقع أوليمبيديا (الإنجليزية)